# РНК-интерференция

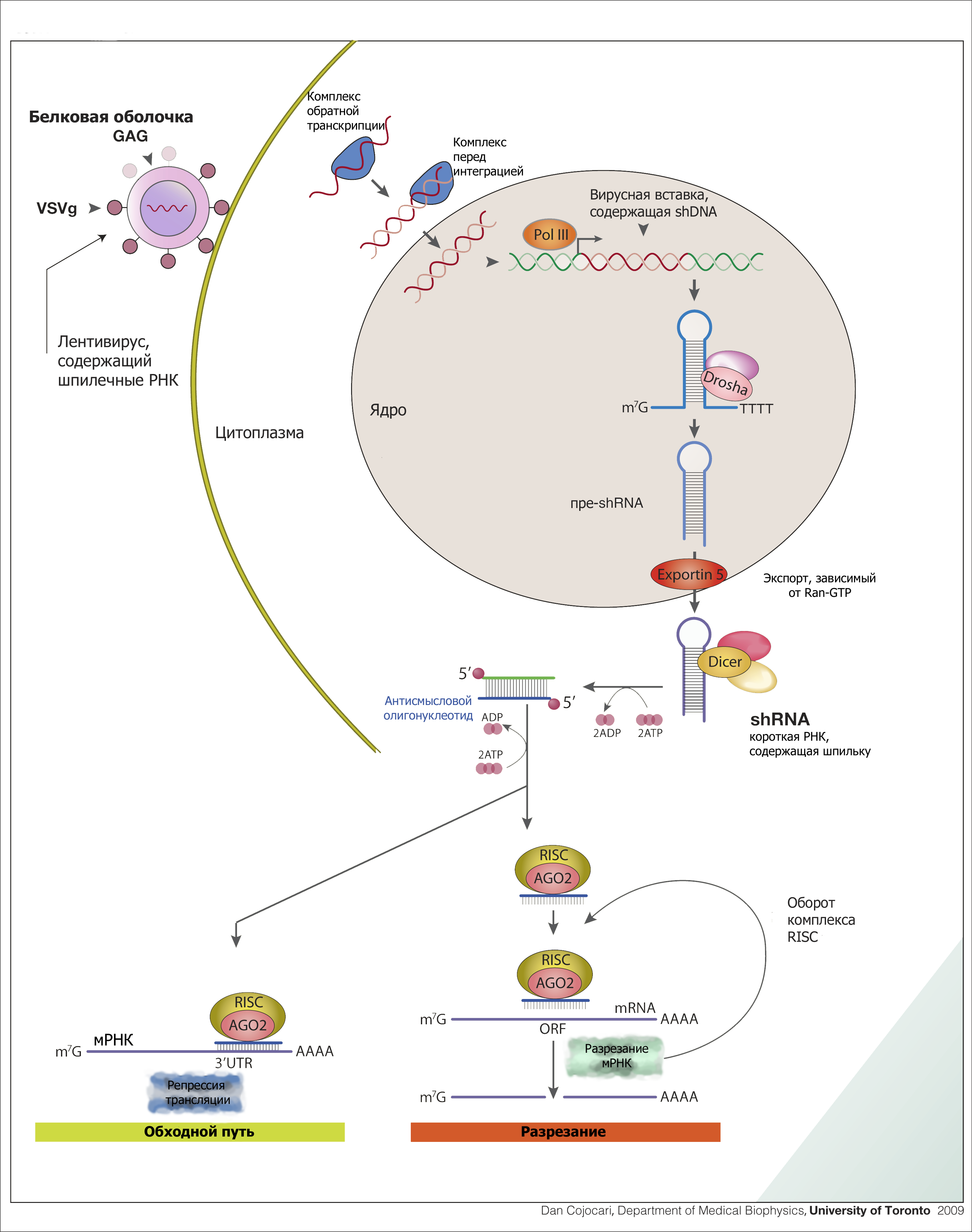
Доставка малых РНК, содержащих шпильки, при помощи вектора на основе лентивируса и механизм РНК-интерференции в клетках млекопитающих

РНК-интерференция (англ. RNA interference, RNAi) — процесс подавления экспрессии гена на стадии транскрипции, трансляции, деаденилирования или деградации мРНК при помощи малых молекул РНК.
Процессы РНК-интерференции обнаружены в клетках многих эукариот: у животных, растений и грибов. Система РНК-интерференции играет важную роль в защите клеток от вирусов, паразитирующих генов (транспозонов), а также в регуляции развития, дифференцировки и экспрессии генов организма.
Процесс РНК-интерференции начинается с действия фермента Dicer, который разрезает длинные молекулы двуцепочечной РНК (dsRNA) на короткие фрагменты порядка 21—25 нуклеотидов, называемые siRNA. Одну из двух цепочек каждого фрагмента называют «направляющей», эта одноцепочечная РНК далее включается в состав РНК-белкового комплекса RISC. В результате активности RISC одноцепочечный фрагмент РНК соединяется с комплементарной последовательностью молекулы мРНК и вызывает разрезание мРНК белком Argonaute либо ингибирование трансляции и/или деаденилирование мРНК. Эти события приводят к подавлению экспрессии (сайленсингу) соответствующего гена, эффективность которого ограничена концентрациями молекул малых РНК — siRNA и микроРНК.
Селективный эффект РНК-интерференции на экспрессию генов делает RNAi полезным инструментом для исследований с использованием культур клеток и живых организмов, так как синтетические двуцепочечные РНК, введённые в клетки, вызывают супрессию специфических генов. RNAi используется для крупномасштабных исследований в области молекулярной биологии, биохимии, биотехнологии и медицины. Так, например, РНК-интерференцию используют для систематического «выключения» генов в клетках и установления функций генов при изучении деления клетки.
Исторически РНК-интерференция была известна под названием посттранскрипционного сайленсинга генов. Только после того, как эти предположительно несвязанные процессы были исследованы, стало ясно, что все они описывали проявления RNAi. В 2006 году американские учёные Эндрю Файер и Крейг Мелло получили Нобелевскую премию в области физиологии и медицины за работы по изучению РНК-интерференции у нематоды Caenorhabditis elegans, опубликованные в 1998 году.

## История
До открытия РНК-интерференции у растений были описаны факты ингибирования транскрипции антисмысловыми РНК. В 1990 году для того, чтобы изменить окраску цветков петунии (Petunia hybrida), в растения были введены дополнительные копии гена халконсинтазы — фермента, необходимого для синтеза розового и фиолетового пигментов. Однако повышение экспрессии гена синтазы не привело к проявлению более тёмной окраски околоцветника, напротив, цветки стали более светлыми и даже частично белыми. Полученные результаты свидетельствовали о том, что активность фермента не растёт, а снижается. Гены халконсинтазы экспрессировались на более низком уровне, чем до введения трансгена. Через некоторое время «подавление гена» было описано у гриба Neurospora crassa, однако данный процесс не был соотнесён с процессами, описанными для растений. Дальнейшие исследования показали, что у растений деградация мРНК приводит к снижению активности гена по механизму посттранскрипционного ингибирования. Данное явление получило название «косупрессии экспрессии гена», однако механизм данного процесса не был известен.
Подобный неожиданный эффект был описан при попытке повышения устойчивости растений к вирусам. Было известно, что растения, экспрессирующие вирусные белки, имеют повышенную устойчивость к вирусной инфекции, однако дальнейшие исследования показали, что устойчивость к инфицированию другими вирусами обеспечивается лишь короткими участками некодирующих вирусных РНК. Исследователи также полагали, что трансгенные вирусные РНК могут также ингибировать репликацию вирусов. Обратный эксперимент, в ходе которого короткие последовательности генов растений были введены в геном вируса, показал, что происходит супрессия генов-мишеней в заражённых растениях. Данный феномен был назван «сайленсингом генов, вызванным вирусами» (англ. virus-induced gene silencing, VIGS), а совокупность подобных явлений была названа посттранскрипционным сайленсингом генов (англ. post transcriptional gene silencing).
После наблюдений, сделанных на растениях, многие лаборатории по всему миру пытались обнаружить подобное явление в других организмах. Крейг Мелло и Эндрю Файер в статье в журнале Nature в 1998 году описали эффект сайленсинга генов после введения двуцепочечной РНК в организм круглого червя Caenorhabditis elegans. В исследованиях по регуляции синтеза мышечных белков Мелло и Файера показали, что введение мРНК или антисмысловых РНК не влияло на синтез белка, в то время как введение двуцепочечных РНК успешно снижало экспрессию гена-мишени. Результатом этих работ стало появление термина РНК-интерференция. Исследования Файера и Мелло примечательны тем, что в ходе их работы было выявлено действующее начало системы посттранскрипционного сайленсинга генов. В 2006 году за исследования в области РНК-интерференции Файер и Мелло получили Нобелевскую премию в области физиологии и медицины.

## Компоненты
Рибонуклеиновый компонент системы РНК-интерференции может быть представлен эндогенными и экзогенными короткими двуцепочечными олигонуклеотидами двух типов — микроРНК и малыми интерферирующими РНК (англ. small interfering RNA, siRNA).

### Малые интерферирующие РНК

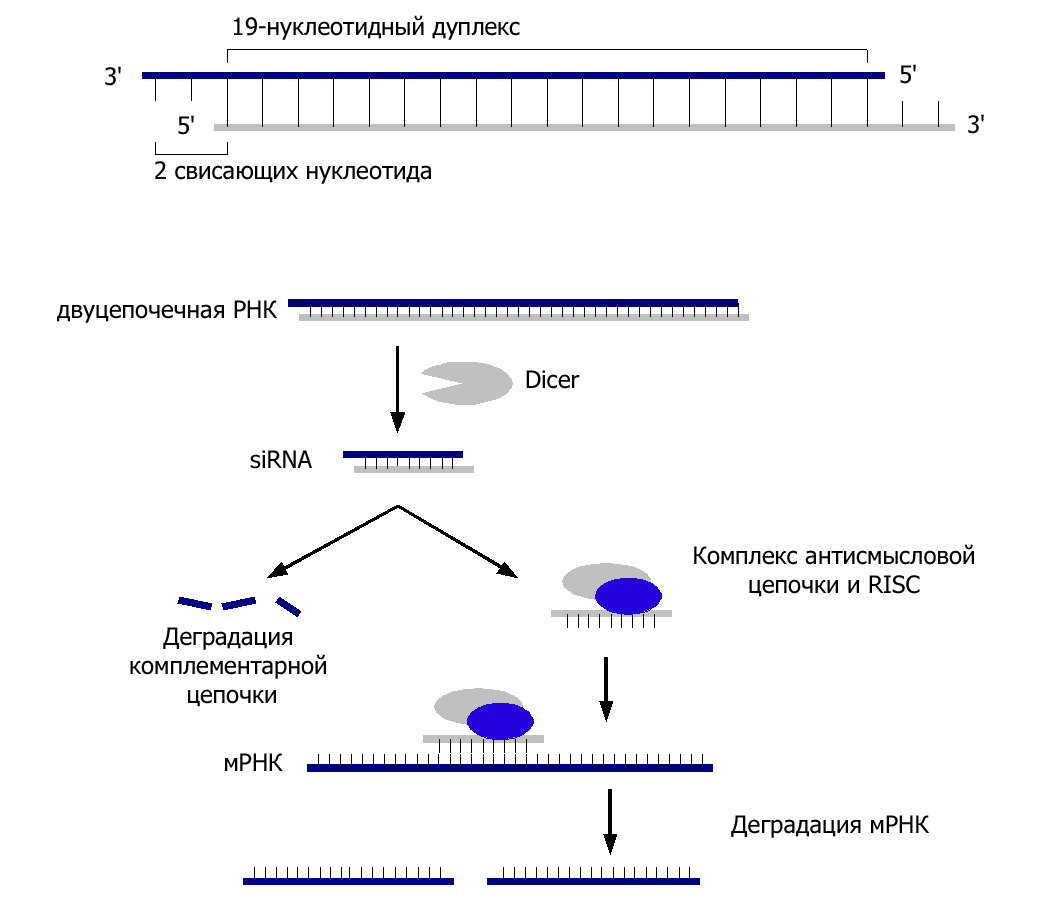
Механизм синтеза малых интерферирующих РНК

Малые интерферирующие РНК представляют собой двуцепочечные РНК длиной 21—25 нуклеотидов с двумя неспаренными выступающими нуклеотидами на 3'-концах. Каждая цепочка нуклеотидов имеет фосфатную группу на 5'-конце и гидроксильную группу на 3'-конце. Такая структура siRNA образуется в результате активности фермента Dicer, субстратом которого являются длинные двуцепочечные РНК или короткие РНК, содержащие шпильки. Дуплексы малых интерферирующих РНК поступают далее в каталитический комплекс RISC, где при участии белка Argonaute происходит расплетение дуплекса и образование комплементарного комплекса короткой антисмысловой РНК со специфической последовательностью в кодирующей области мРНК, что приводит к дальнейшей деградации последней. В отличие от микроРНК, малые интерферирующие РНК, как правило, точно спариваются с мишенью и приводят к эндонуклеолитическому расщеплению единственной специфической мРНК

### МикроРНК

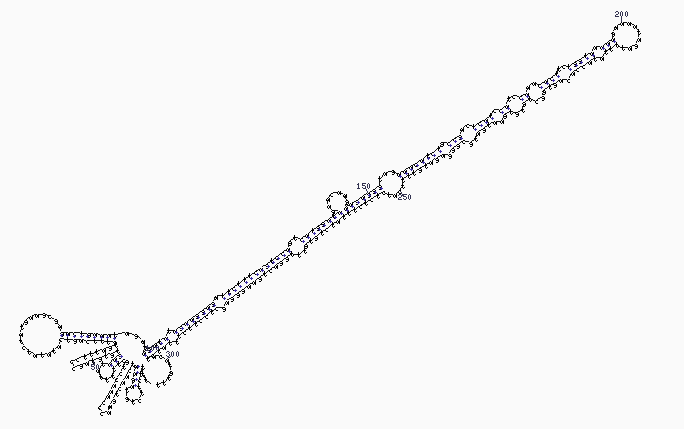
Вторичная структура стебелек-петля пре-микроРНК из Brassica oleracea

МикроРНК (англ. MicroRNA, miRNA) представляют собой некодирующие РНК длиной 21—22 нуклеотида, принимающие участие в регуляции экспрессии генов. МикроРНК связываются со специфическими последовательностями мРНК в 3'-нетранслируемой области и вызывают ингибирование трансляции либо удаление поли(А)-хвоста. Молекулы микроРНК экспрессируются в виде первичных транскриптов длинных генов, кодирующих предшественники микроРНК (англ. pri-miRNA, primordial miRNA), и после процессинга в ядре клетки представляют собой pre-miRNA — структуры вида стебелёк-петля длиной около 70 нуклеотидов. Комплекс процессинга pri-miRNA в pre-miRNA содержит фермент с активностью РНКазы III, называемый Drosha, и белок, связывающий двуцепочечную РНК, — Pasha. Двуцепочечная часть pre-miRNA связывается и разрезается белком Dicer (у Drosophila melanogaster микроРНК и малые интерферирующие РНК процессируются разными изоформами фермента Dicer); при этом образуется зрелая молекула микроРНК, которая может далее поступать в RISC. Известен также путь образования микроРНК, независимый от Dicer. Процессинг предшественника микроРНК в данном случае осуществляется белком Argonaute 2.
У животных микроРНК обычно имеют неполное спаривание с мРНК-мишенью и могут ингибировать трансляцию многих мРНК со сходными последовательностями. У растений спаривание во многих случаях может быть полным.

### RISC

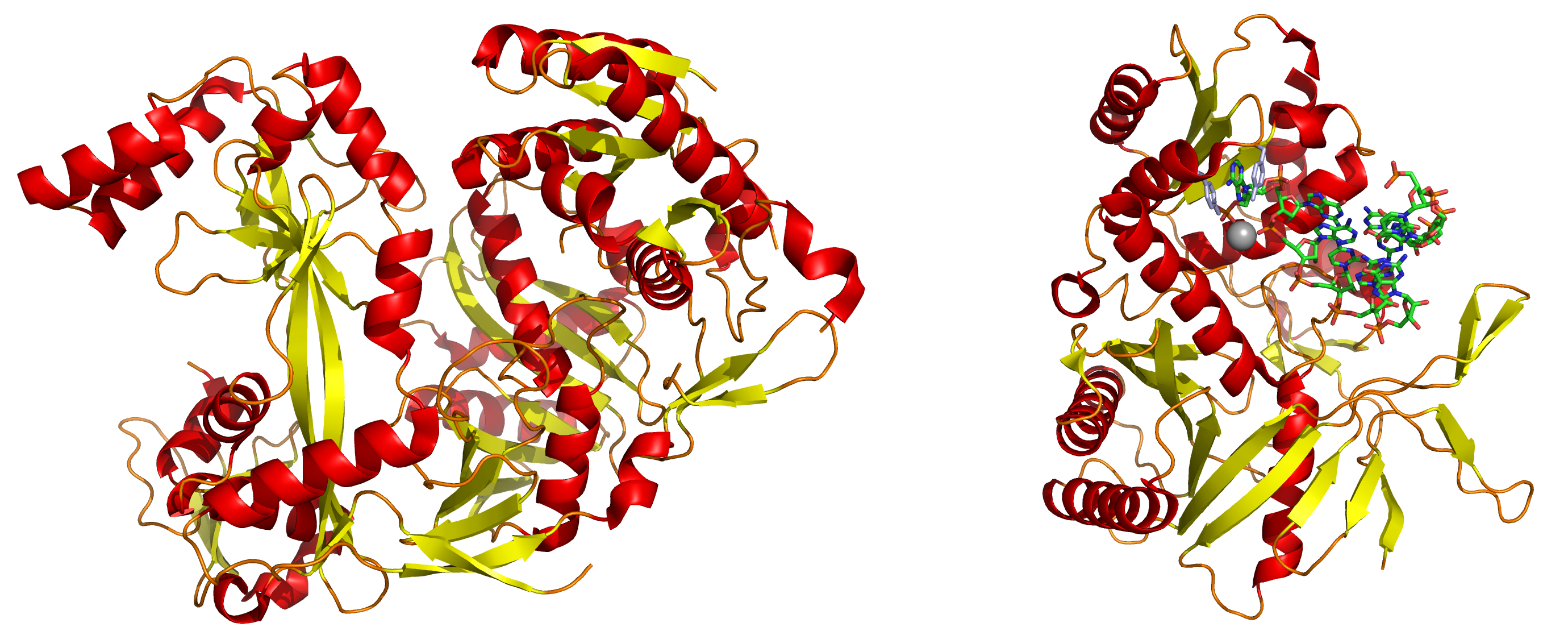
Слева: Полноразмерный белок Argonaute из архебактерии Pyrococcus furiosus. Справа: PIWI-домен белка Argonaute в комплексе с двуцепочечной РНК

Каталитической частью RISC (комплекс сайленсинга, индуцированный РНК англ. RNA-induced silencing complex) являются белки-эндонуклеазы семейства Argonaute, которые разрезают мРНК, комплементарные связанной малой интерферирующей РНК. Так как фрагменты, которые образуются после разрезания белком Dicer являются двуцепочечными, потенциально каждая из цепочек может являться малой интерферирующей РНК (англ. siRNA). Однако, лишь одна из двух цепочек, называемая ведущей цепочкой (англ. guide strand) связывается с белком Argonaute и подавляет экспрессию гена. Другая цепочка, называемая цепочкой-спутницей (англ. passenger strand, anti-guide strand) подвергается деградации во время активации RISC. Хотя ранее считалось, что цепочки разделяет АТФ-зависимая геликаза, в настоящее время показано, что данный процесс является АТФ-независимым и осуществляется непосредственно белками, входящими в состав RISC. Выбор направляющей цепочки не зависит от направления, в котором Dicer разрезает двуцепочечную РНК до поступления в RISC. Белок R2D2 может являться фактором, различающим при связывании более стабильный 5'-конец цепочки-спутницы.
При помощи рентгеноструктурного анализа изучено связывание молекул РНК с РНК-связывающим доменом белка семейства Argonaute. При этом фосфорилированный 5'-конец одноцепочечной РНК попадает в консервативный карман белка, где 5'-концевой фосфат удерживается координационными связями при участии иона Mg2+, а адениновый остаток вступает в стекинг-взаимодействия с консервативным остатком тирозина. Данный участок белка, по-видимому, стимулирует связывание малых интерферирующих РНК с мишенью мРНК.
К настоящему времени механизм, по которому RISC находит комплементарную мРНК внутри клетки, изучен недостаточно. Показано, что для успешной деградации мРНК комплексом siRISC трансляция не требуется. Более того, показано, что путь РНК-интерференции может быть более эффективным против мРНК-мишеней, трансляция которых не осуществляется в текущий момент времени. Белки семейства Argonaute являются каталитическим компонентом RISC, и находятся в специфических районах цитоплазмы, известных как Р-тельца (англ. P-bodies); показано, что активность малых интерферирующих РНК и деградация мРНК максимальны именно в Р-тельцах. Р-тельца являются важной частью системы РНК-интерференции. Их разрушение приводит к снижению эффективности данного процесса..

## Механизм

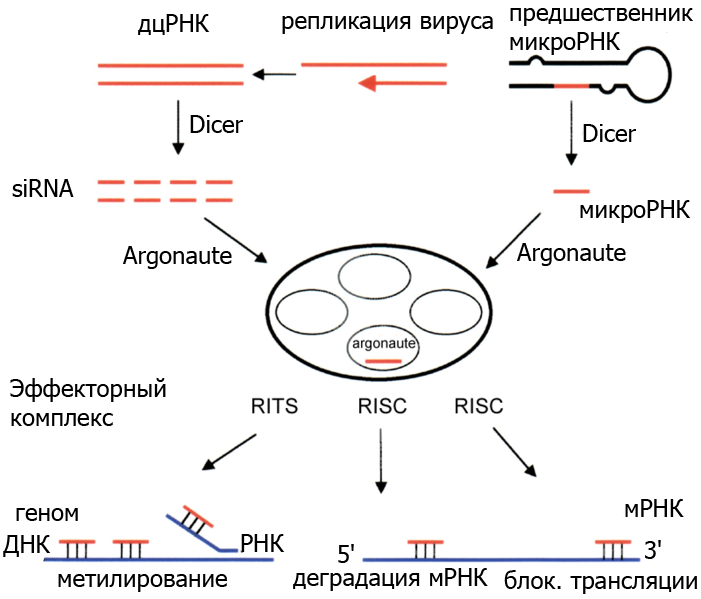
Фермент Dicer разрезает двуцепочечную РНК. При этом образуются siRNA или microRNA. Эти процессированные РНК попадают в RNA-induced silencing complex (RISC), который разрушает mRNA и предотвращает трансляцию

РНК-интерференция является РНК-зависимым процессом сайленсинга генов, который контролируется RISC. RISC активируется в цитоплазме клетки, где короткие двуцепочечные молекулы РНК взаимодействуют с каталитическим компонентом RISC — белком Argonaute. В случае, когда двуцепочечная РНК является экзогенной (появляется в результате лабораторных манипуляций или инфицирования РНК-содержащим вирусом), РНК оказывается непосредственно в цитоплазме, где разрезается на короткие фрагменты (siRNA) белком Dicer, и образующийся siRNA-содержащий функциональный комплекс называется siRISC. В случае пре-микроРНК, экспрессирующихся с генов некодирующих РНК, RNAi запускается эндогенной двуцепочечной РНК. Первичные транскрипты таких генов сначала процессируются в ядре с образованием пре-микроРНК, содержащих специфические структуры «стебель-петля». Пре-микроРНК затем экспортируются в цитоплазму и разрезаются белком Dicer с образованием микроРНК, которые включаются в состав микроРНК-содержащего комплекса, называемого miRISC. Таким образом, RISC является местом, где пересекаются два пути РНК-интерференции, индуцированные экзогенными и эндогенными двуцепочечными РНК.

### Разрезание двуцепочечных РНК

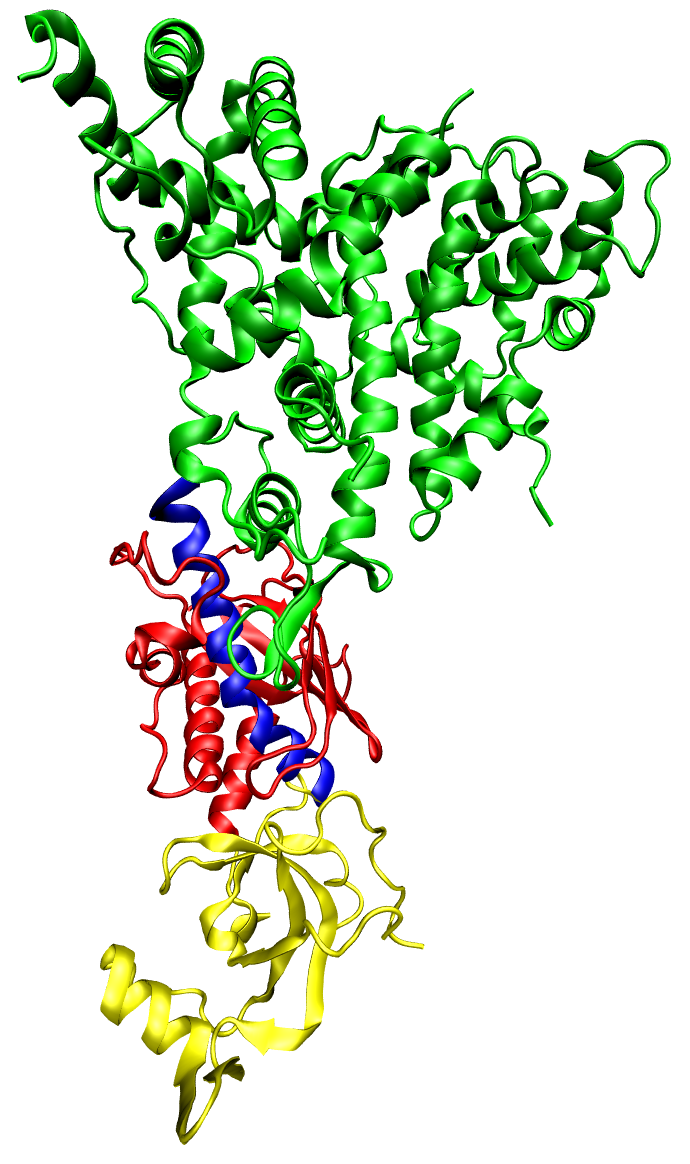
Белок dicer из Giardia intestinalis, катализирует разрезание двуцепочечных РНК (dsRNA) с образованием малых интерферирующих РНК (siRNA). Домен с РНКазной активностью показан зелёным цветом, домен PAZ жёлтым, основной домен красным, соединительная спираль синим

Экзогенная двуцепочечная РНК запускает систему РНК-интерференции, активируя фермент-рибонуклеазу Dicer, который связывает и разрезает РНК-дуплексы, при этом образуются siRNA-двуцепочечные фрагменты длиной 21—25 пар нуклеотидов, с несколькими неспаренными основаниями на каждом конце. Биоинформационный анализ геномов многих организмов предполагает, что такая длина siRNA увеличивает их специфичность к гену-мишени и снижает вероятность неспецифического связывания. Далее siRNA разделяются на отдельные цепочки и вовлекаются в RISC (siRISC). После интеграции в RISC, siRNA комплементарно соединяются с мРНК-мишенью и вызывают разрезание мРНК, таким образом предотвращая её трансляцию.
Экзогенная двуцепочечная РНК узнаётся и связывается специальными эффекторными белками (например, RDE-4 у Caenorhabditis elegans и R2D2 у Drosophila), усиливающими активность белка Dicer. Эти эффекторные белки связываются лишь с длинными двуцепочечными РНК, однако механизм сродства к таким субстратам неизвестен. Такие РНК-связывающие белки облегчают перенос разрезанных siRNA к комплексу RISC.
У Caenorhabditis elegans путь инициации РНК-интерференции в клетке может быть усилен в результате синтеза «вторичных» siRNA на матрице «первичных» малых интерферирующих РНК. «Вторичные» siRNA отличаются по структуре от образовавшихся в результате активности белка Dicer, и, по-видимому, синтезируются РНК-зависимой РНК-полимеразой (англ. RNA-dependent RNA Polymerase, RdRP).

### Сайленсинг транскрипции
Многие эукариоты используют систему РНК-интерференции для поддержания структуры генома. Химическая модификация гистонов и переход соответствующих участков хромосом в состояние гетерохроматина приводит к снижению транскрипции соответствующих генов; данный процесс относится к сайленсингу транскрипции, индуцированному РНК (англ. RNA-induced transcriptional silencing, RITS), и осуществляется сложным комплексом белков. В делящихся дрожжах данный комплекс содержит Argonaute, белок с хромодоменом Chp1, и белок, называемый Tas3 с неизвестной функцией. Как следствие, индукция и расширение гетерохроматиновых участков требует наличия белков Argonaute и РНК-зависимой РНК-полимеразы. В действительности, делеции данных генов в делящихся дрожжах Schizosaccharomyces pombe нарушает метилирование гистонов и образование центромер, вызывает замедление или остановку анафазы в процессе деления клетки. В некоторых случаях подобные процессы связаны с модификацией гистонов и для них показан эффект повышения транскрипции соответствующих генов.
Механизм, по которому комплекс RITS вызывает образование гетерохроматина, изучен не полностью. Значительная часть исследований направлена на изучение участка генома дрожжей, регулирующего тип спаривания (англ. mating-type region), однако данный участок может быть нерепрезентативным в случае геномов других организмов. Для сохранения существующих районов гетерохроматина RITS образует комплексы с малыми интерферирующими РНК, комплементарными соответствующим генам и прочно связывается с метилированными гистонами. Далее RITS действует в момент транскрипции, деградируя любые пре-мРНК, синтезируемые РНК-полимеразой. Для образования подобных участков гетерохроматина требуется фермент Dicer, который синтезирует первичные комплементарные siRNA, участвующие в деградации транскриптов. Поддержание участков хромосом в состоянии гетерохроматина, по-видимому, является примером положительной обратной связи, так как малые интерферирующие РНК, входящие в состав RITS, образуются из случайных транскриптов, синтезированных РНК-зависимой РНК-полимеразой. Данные, полученные при исследовании центромерных районов хромосом дрожжей, вероятно, не могут быть распространены на млекопитающих, так как у последних поддержание гетерохроматиновых участков не всегда зависит от системы РНК-интерференции.

### Связь с редактированием РНК
Наиболее распространённой формой редактирования РНК у высших эукариот является превращение аденозина в инозин в двуцепочечных РНК, которое осуществляется ферментом аденозиндеаминазой. В 2000 году было предположено что путь РНК-интерференции и путь редактирования РНК A→I могут конкурировать за общий субстрат двуцепочечной РНК. Действительно, некоторые предшественники малых интерферирующих РНК могут подвергаться редактированию A→I, причём данный механизм может регулировать процессинг и экспрессию зрелых молекул малых интерферирующих РНК У млекопитающих описан как минимум один фермент, выводящий молекулы малых интерферирующих РНК из системы РНК-интерференции.. Исследования линий круглого червя Caenorhabditis elegans, не имеющих фермента редактирования РНК A→I, показали, что редактирование РНК может препятствовать сайленсингу эндогенных генов и трансгенов по пути РНК-интерференции.

### Различия между организмами

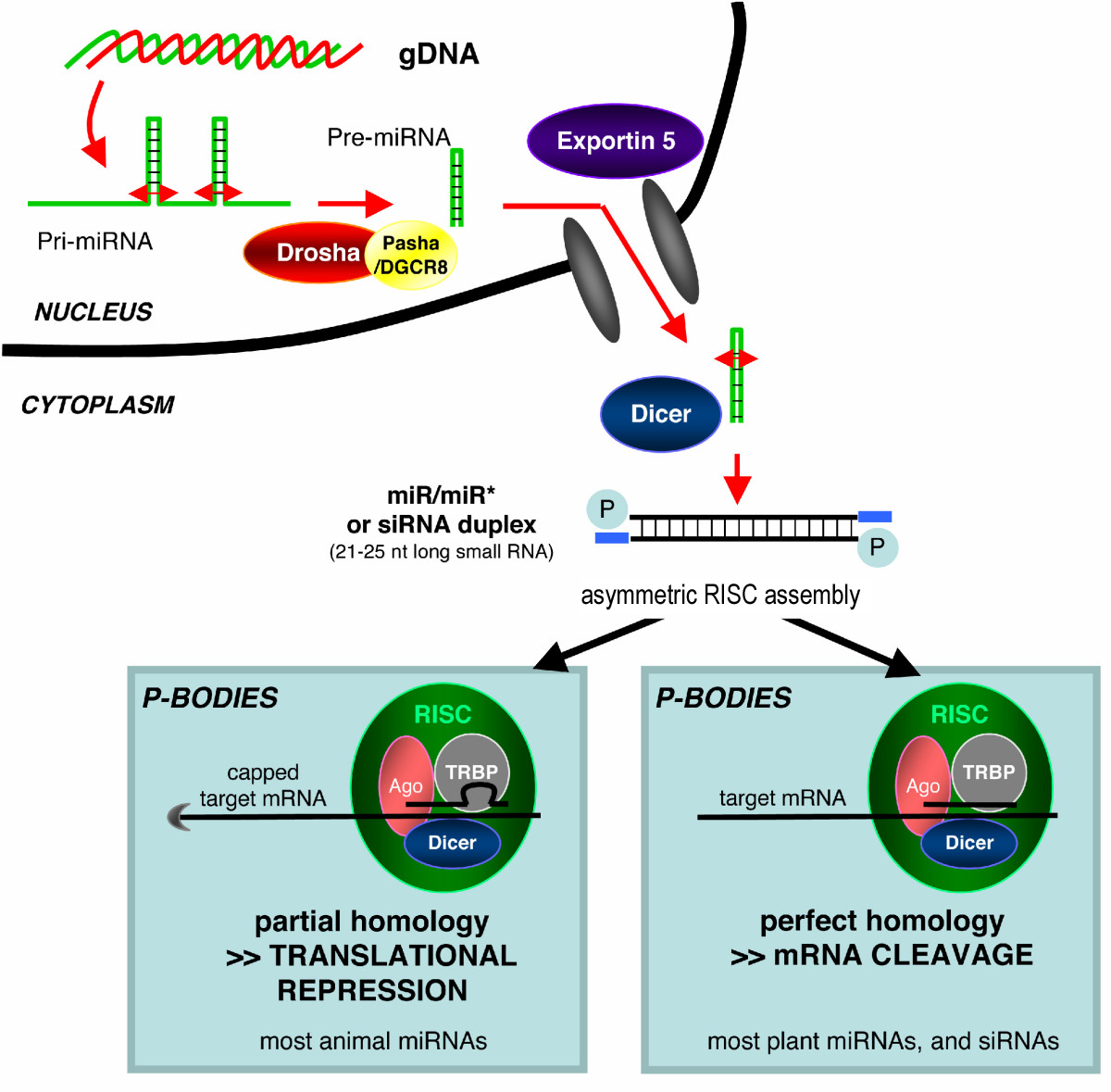
Различия между сайленсингом генов у растений и животных. МикроРНК, экспрессирующиеся в организме, а также введённые экзогенно малые интерферирующие РНК процессируются ферментом Dicer и поступают в RISC, который осуществляет сайленсинг генов.

Организмы отличаются по способности воспринимать чужеродные двуцепочечные РНК и использовать их в процессе РНК-интерференции. Эффекты РНК-интерференции у растений и Caenorhabditis elegans (но не у дрозофилы и млекопитающих) могут наследоваться, а могут быть системными. У растений система РНК-интерференции может распространять малые интерферирующие РНК по плазмодесмам (каналам в клеточных стенках, осуществляющих коммуникацию и транспорт). Наследование обеспечивается метилированием промоторов, изменённый паттерн метилирования передаётся в результате деления дочерним клеткам. Значительные отличия в мишенях малых интерферирующих РНК между растениями и животными обусловлены тем, что у растений микроРНК высоко комплементарны рибонуклеиновым мишеням и вызывают деградацию мРНК в составе RISC, а у животных малые интерферирующие РНК сильно отличаются по последовательности нуклеотидов и вызывают репрессию трансляции. МикроРНК могут оказывать влияние на инициацию трансляции путём взаимодействия с факторами инициации трансляции и с поли(А)-трактом мРНК.
Некоторые простейшие, например, Leishmania major и Trypanosoma cruzi, не имеют никаких компонентов пути РНК-интерференции. Большая часть компонентов системы РНК-интерференции также отсутствует у некоторых грибов, например, у модельного организма Saccharomyces cerevisiae. Показано наличие компонентов системы РНК-интерференции в других делящихся дрожжах, например, Saccharomyces castellii и Candida albicans. Индукция двух белков системы РНК-интерференции из Saccharomyces castellii облегчает данный процесс у Saccharomyces cerevisiae. Тот факт, что некоторые аскомицеты и базидиомицеты не имеют пути РНК-интерференции, указывает на то, что гены, кодирующие белки, необходимые для данного процесса, были утеряны независимо во многих родословных грибов, вероятно, по причине появления в ходе эволюции нового пути со сходными функциями, или ввиду утери адаптивного преимущества в данных экологических нишах.

### Аналоги RNAi у прокариот
Экспрессия генов у прокариот регулируется системой, основанной на РНК, сходной по некоторым параметрам с системой РНК-интерференции. У прокариот описаны гены, кодирующие специальные РНК, которые контролируют распространение и трансляцию мРНК, путём спаривания с комплементарными последовательностями. Однако, данные регуляторные РНК не являются полными аналогами малым интерферирующим РНК, так как в данный процесс не вовлекается фермент Dicer. Показано, что у прокариот система коротких палиндромных повторов, регулярно расположенных группами (CRISPR) является аналогичной системе РНК-интерференции у эукариот, хотя ни для одного из компонентов прокариотической системы не известны гомологичные эукариотические белки.

## Биологические функции

### Иммунитет
Система РНК-интерференции является важной частью иммунного ответа к вирусам и к другому чужеродному генетическому материалу. У растений система РНК-интерференции предотвращает распространение транспозонов. Растения имеют несколько гомологов белка Dicer, которые направлены против различных типов вирусов. Показано, что индуцированный сайленсинг генов у растений может передаваться от подвоя к прививаемому растению. Эта особенность адаптивной иммунной системы растений позволяет после первоначального локального проникновения вируса отвечать на повторные проникновения вируса всему организму. В ответ многие вирусы в ходе эволюции приобрели механизмы, подавляющие систему РНК-интерференции в клетках растений. Описаны вирусные белки, связывающие короткие двуцепочечные фрагменты РНК с одноцепочечными выступами, образующиеся в результате активности белка Dicer. Некоторые растения экспрессируют эндогенные малые интерферирующие РНК в ответ на заражение некоторыми бактериями. Эти эффекты могут быть частью общего ответа на патогены, в результате которого в организме хозяина снижаются многие метаболические процессы в ответ на инфекцию.
Хотя в клетках животных, как правило, экспрессируется меньшее количество вариантов фермента Dicer, чем у растений, система РНК-интерференции у животных в некоторых случаях участвует в антивирусном ответе. РНК-интерференция у ювенильных и взрослых особей Drosophila играет важную роль во врождённом противовирусном иммунитете и принимает участие в защите против таких патогенов, как X-вирус Дрозофилы. Сходную роль в иммунитете играет система РНК-интерференции у Caenorhabditis elegans: экспрессия белков Argonaute повышается при вирусной инфекции, при этом черви, в организме которых повышается экспрессия генов пути РНК-интерференции, приобретают устойчивость к вирусной инфекции.
Роль системы РНК-интерференции во врождённом иммунитете млекопитающих изучена не полностью. Однако тот факт, что некоторые вирусы содержат гены, снижающие ответ системы РНК-интерференции в клетках млекопитающих, свидетельствуют о наличии иммунного ответа, вызванного системой РНК-интерференции. Однако, гипотеза иммунитета, опосредованного системой РНК-интерференции у млекопитающих, является недостаточно обоснованной. Хотя недавно Майяр и соавт. и Ли и соавт. представили новые свидетельства  существования в клетках млекопитающих функционального противовирусного пути РНК-интерференции. Малые интерферирующие РНК, экспрессируемые вирусом герпеса, могут вызывать образование гетерохроматина и приводить к переходу вируса в латентное состояние.
Показано, что удаление одной копии гена Dicer1 у мышей приводило к появлению большего количество опухолей, чем в контрольной группе, также понижались уровни микроРНК и выживаемость. Полное удаление гена Dicer1 блокировало образование опухолей, вероятно, также и потому, что некоторый уровень экспрессии продукта гена Dicer1 требуется для роста клеток.
В работах 2013 года показано, что в клетках млекопитающих имеется система РНК-интерференции, проявляющая противовирусную активность. Другие функции системы РНК-интерференции вирусов млекопитающих представлены микроРНК вируса простого герпеса, которые действуют как организаторы гетерохроматина и приводят к латентности вируса.

### Экспрессия генов
При репрессии трансляции, на некоторых этапах развития живых организмов, особенно на стадии морфогенеза и поддержания клеток в недифференцированном состоянии (например, в случае стволовых клеток), важное значение имеют эндогенно экспрессируемые микроРНК, которые являются продуктами интронных и межгенных участков. Роль таких эндогенно экспрессируемых микроРНК в подавлении экспрессии генов была впервые описана у нематоды Caenorhabditis elegans в 1993 году. У растений такая функция микроРНК была впервые описана на модельном объекте Arabidopsis thaliana, для которого было показано влияние "JAW микроРНК" на регуляцию нескольких генов, контролирующих внешний вид. У растений гены, регулируемые микроРНК, как правило, являются факторами транскрипции, поэтому микроРНК регулируют целые генные сети, изменяя экспрессию ключевых генов (в том числе, факторов транскрипции и белков F-box) в ходе эмбрионального развития. У многих организмов, в том числе и у человека, микроРНК принимают участие в образовании опухолей и нарушении регуляции клеточного цикла. В данном случае микроРНК могут являться как онкогенами, так и супрессорами опухолей.
Последовательности малых интерферирующих РНК и микроРНК комплементарны последовательностям нуклеотидов промоторных участков. Связывание siRNA и микроРНК с этими участками может приводить к повышению транскрипции генов и активации РНК. Увеличение экспрессии данных генов происходит при участии белков Dicer и Argonaute, также происходит деметилирование гистонов.

## Эволюция
Методы вычислительного филогенетического анализа свидетельствуют о том, что наиболее поздний общий предок всех эукариот имел РНК-интерференцию, отсутствие же системы РНК-интерференции у некоторых эукариот является приобретённым признаком. Эволюционно древний путь РНК-интерференции, по-видимому, содержал ферменты, аналогичные Dicer, Argonaute, PIWI, а также РНК-зависимую РНК-полимеразу. Вероятно, наряду с РНК-интерференцией, эти ферменты играли в клетке и другие роли. Масштабные исследования в области сравнительной геномики свидетельствуют о том, что малая группа, ставшая родоначальником всех эукариот также имела компоненты, тесно связанные с системами деградации ДНК, например, сходные с экзосомными комплексами. Семейство белков Argonaute, общее для многих эукариот, а также архей и некоторых бактерий (например, Aquifex aeolicus), гомологично и эволюционно происходит от компонентов системы инициации трансляции.
Наиболее древней функцией системы РНК-интерференции, как правило, называют защиту от экзогенных генетических элементов — геномов вирусов и транспозонов. Некоторые связанные функции, например, модификация гистонов, могли быть представлены у предков современных эукариот, в то время как другие — например, регуляция развития при помощи микроРНК, по-видимому, появились позже.
Гены системы РНК-интерференции у многих эукариот являются компонентами врождённой иммунной системы, противостоящей вирусам. Некоторые вирусы растений приобрели механизмы подавления ответа системы РНК-интерференции клетки хозяина. Скорость изменения генов пути РНК-интерференции у Drosophila направляется положительным отбором. Гены системы РНК-интерференции эволюционируют с очень высокой скоростью в сравнении с другими генами генома дрозофилы.

## Применение

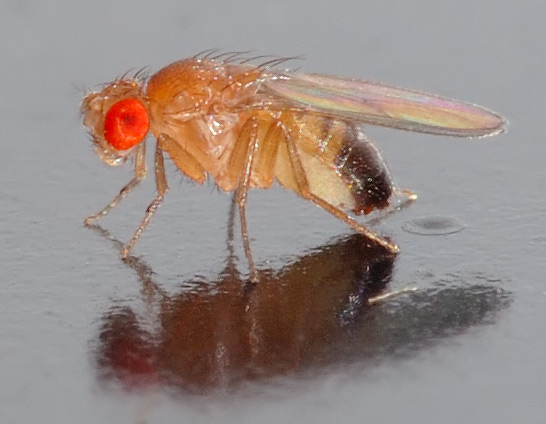
В исследованиях РНК-интерференции широко используют плодовых мух Drosophila melanogaster

### Выключение генов
Система РНК-интерференции часто используется в экспериментальной биологии для изучения функции генов в культурах клеток и в модельных организмах in vivo. Синтетическую двуцепочечную РНК, комплементарную заданному гену, вводят в клетку или организм, где чужеродная молекула РНК запускает систему РНК-интерференции. Этот метод позволяет исследователям значительно снижать уровень экспрессии соответствующего гена. Изучение последствий снижения экспрессии интересующего гена позволяет выяснить физиологическую роль продукта данного гена-мишени. Так как система РНК-интерференции не может полностью выключить экспрессию гена, данный метод называется «нокдауном гена» — в отличие от полного удаления гена, «нокаута гена».
Значительные достижения в области вычислительной биологии позволяют разрабатывать двуцепочечные РНК, которые обеспечивают максимальное снижение экспрессии гена-мишени и обладают минимальными побочными эффектами. Побочные эффекты могут возникать в случае, когда вводимая молекула РНК имеет последовательность, комплементарную нескольким генам одновременно, что приводит к снижению экспрессии нескольких генов на недостаточную величину. Подобные трудности возникают часто в случае, когда двуцепочечная РНК содержит повторяющиеся последовательности. Изучение геномов Homo sapiens, Caenorhabditis elegans, и Schizosaccharomyces pombe показало, что около 10 % молекул малых интерферирующих РНК будут приводить к значительным побочным эффектам Разработано значительное количество компьютерных программ для подбора последовательностей малых интерферирующих РНК, в том числе, специфичных для млекопитающих и вирусов. Предлагаемые последовательности siRNA автоматически проверяются на перекрёстную активность.
В зависимости от организма и экспериментальной системы, экзогенные РНК могут быть сконструированы длинными и являться мишенью белка Dicer, либо короткими и являться субстратами малых интерферирующих РНК. Для большинства клеток млекопитающих предпочтительнее использовать более короткие РНК, так как длинные двуцепочечные РНК у млекопитающих вызывают интерфероновый ответ, форму врождённого иммунитета, неспецифической реакции на чужеродный генетический материал. Для ооцитов мыши, а также для клеток эмбрионов мыши на ранних стадиях развития интерфероновый ответ на экзогенные двуцепочечные РНК не характерен, поэтому эти клетки являются удобной системой изучения нокдауна генов у млекопитающих. Для использования системы РНК-интерференции в лабораторных условиях были разработаны специальные методы, не требующие прямого введения малых интерферирующих РНК в клетку, например, системы трансфекции плазмидой, кодирующие транскрибируемые последовательности siRNA, лентивирусные векторы, позволяющие индуцировать или инактивировать транскрипцию, называемые также англ. conditional RNAi.
Стратегию искусственной регуляции генов альтернативную РНК-интерференции обеспечивает метод CRISPRi  действующий на уровне включения/выключения транскрипции

### Функциональная геномика

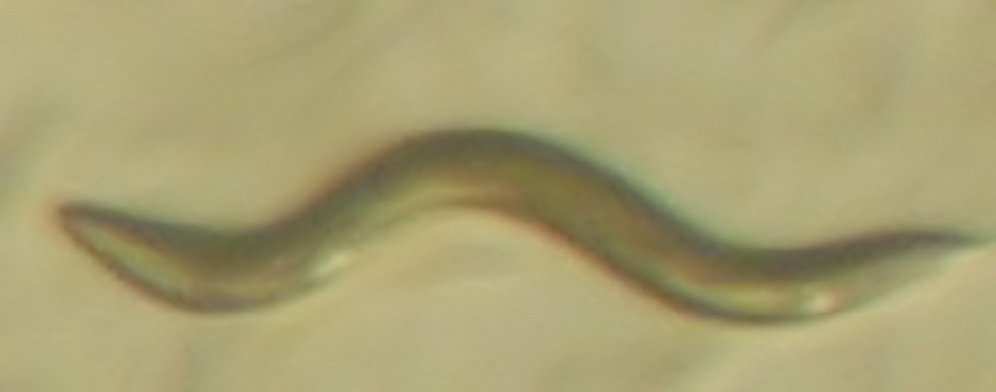
Фертильная и жизнеспособная особь червя Caenorhabditis elegans, в организме которого супрессирован ядерный рецептор гормона, принимающий участие в метаболизме жирных кислот

Методы функциональной геномики, использующие систему РНК-интерференции применяют обычно на Caenorhabditis elegans и Drosophila melanogaster, так как данные животные являются наиболее часто используемыми моделями и система RNAi в этих организмах работает наиболее эффективно. Caenorhabditis elegans является удобным объектом для исследований при помощи РНК-интерференции по двум причинам — во-первых, эффекты сайленсинга генов у нематоды наследуются, и, во-вторых, потому что доставка двуцепочечной ДНК в нематоду чрезвычайно проста. Нематодам можно скармливать клетки бактерий, например, Escherichia coli, содержащие требуемые двуцепочечные РНК, которые при этом усваиваются через кишечник. Данный способ доставки РНК с пищей является эффективным с точки зрения эффективности сайленсинга генов и одновременно намного более дешёвым, простым и быстрым, чем обмакивание червей в раствор, содержащий двуцепочечные РНК или введение двуцепочечных РНК в гонады. У большинства других организмов доставка двуцепочечных РНК представляется намного более трудоёмкой, однако принимаются попытки крупномасштабного исследования геномов в культурах клеток млекопитающих.
Подходы к созданию библиотек РНК-интерференции для полных геномов намного сложнее, чем в случае определённого набора малых интерферирующих РНК для заданного эксперимента. Для создания библиотек siRNA, а также прогнозирования их эффективности для нокдауна генов, часто применяют искусственные нейронные сети. Массовые скрининги геномов являются многообещающими методиками для аннотации геномов, что привело к развитию методов высокопроизводительного скринирования на основе технологии ДНК-микрочипов. Под вопросом остаётся возможность использования данных методик для исследования других организмов, — например, паразитических круглых червей.
Исследования в области функциональной геномики с использованием методов РНК-интерференции, являются привлекательными для картирования геномов и аннотации генов у растений, так как многие растения являются полиплоидами, что затрудняет исследования при помощи традиционных методов генетической инженерии. Например, РНК-интерференция успешно используется в функциональной геномике для изучения Triticum aestivum (гексаплоид), а также и в случае других модельных растений — Arabidopsis thaliana и кукурузы.

### Медицина
Возможно применение методов РНК-интерференции в терапии, в частности в РНК-терапии. Хотя введение длинных двуцепочечных РНК в клетки млекопитающих затруднено из-за интерферонового ответа, успешно используются молекулы, подобные малым интерферирующим РНК. Были произведены клинические испытания терапии деградации сетчатки и лечения респираторного синцитиального вируса при помощи РНК-интерференции, также была показана эффективность системы RNAi для терапии повреждений печени на лабораторных мышах.
Другим возможным клиническим применением РНК-интерференции является лечение вируса простого герпеса типа 2 (например, в Harvard University Medical School) и ингибирование экспрессии генов вирусов в опухолевых клетках, нокдаун рецепторов хозяина к ВИЧ и корецепторов, сайленсинг генов гепатита A и гепатита B, сайленсинг генов вируса гриппа, ингибирование репликации вируса кори. Также возможно лечение нейродегенеративных заболеваний, например, болезни Хантингтона. РНК-интерференцию также часто считают многообещающим способом лечения опухолей путём выключения генов, повышенно экспрессирующихся в клетках опухолей, либо генов, принимающих участие в делении клетки. Важной областью исследований в области РНК-интерференции для клинического применения является разработка методов безопасной доставки малых РНК, например, подбор векторных систем, для терапии генами.
Несмотря на то, что появляются новые исследования на культурах клеток, подтверждающие потенциальную возможность терапии лекарствами на основе компонентов системы РНК-интерференции, остаются нерешёнными вопросы относительно безопасности таких методов лечения, в том числе, неочевидны последствия от побочных эффектов репрессии генов со сходными нуклеотидным последовательностями. Методы вычислительной геномики показывают, что подобные побочные эффекты ошибочного связывания составляют до 10%. Одно из крупных исследований заболеваний печени на мышах, показало более высокий уровень смертности среди экспериментальных животных, что было объяснено исследователями «перегрузкой» двуцепочечными РНК (miRNA, shRNA), так как малые РНК, содержащие шпильку процессируются в ядре и экспортируются в цитоплазму по механизму активного транспорта. Все рассмотренные факты исследуются и в настоящее время, что ограничивает потенциальные приложения методов РНК-интерференции для терапии.
Кроме того существенным препятствием в развитии методов терапии с помощью РНК-интерференции является то, что доставка малых интерферирующих (миРНК) пока крайне неэффективна, и чрезвычайно высокие дозы препарата необходимы для достижения даже минимально значимого нокдауна гена-мишени. Однако разработанные в последнее время технологии позволяют надеяться, что в скором времени этот способ терапии все же войдёт и в клиническую практику. Так, например, обнаружено, что одновременная инъекция миРНК связанной с  холестерином (chol-siRNA) и, обладающего эндосомолитическими свойствами, полимера  ARC-520 позволила добиться более чем более 500-кратного повышения эффективности и достигнуть 90% снижения экспрессии гена-мишени у мышей in vivo..
Разрабатываются способы использования РНК-интерференции для лечения персистирующей ВИЧ-инфекции первого типа. Вирусы, подобные ВИЧ-1 представляют собой сложную мишень для системы RNAi, так как требуют сочетания нескольких путей РНК-интерференции. Возможные способы антивирусной терапии при помощи системы РНК-интерференции представляются многообещающими, но крайне важным представляется также постановка многих контрольных экспериментов в доклинических испытаниях для того, чтобы однозначно показать сиквенс-специфичное действие системы RNAi.

### Биотехнология
РНК-интерференция используется в биотехнологии, в частности для создания растений, синтезирующих натуральные токсичные вещества в более низких количествах. Разработаны методы создания растений, стабильно экспрессирующих компоненты системы РНК-интерференции, например, семена хлопка в норме богаты белком, пригодным для употребления в пищу, но содержат токсичный терпеноид госсипол (англ. gossypol). Методы, использующие явление РНК-интерференции, позволяют создавать линии хлопка с пониженным уровнем ключевого для синтеза госсипола фермента — (+)-δ-кадинен-синтазы. При этом, другие части растения экспрессируют данный фермент на обычном уровне, так как госсипол является важным соединением, защищающим растения от вредителей. Сходные попытки принимаются для снижения уровня цианидов в натуральном продукте линамарине, получаемого из маниока (Manihot esculenta).
Разработаны способы снижения уровней аллергенов в растениях томата и способы снижения предшественников канцерогенов в растениях табака. Другими примерами генно-инженерных изменений растений, является создание опийного мака со сниженным уровнем наркотических веществ, повышение устойчивости растений к вирусам, а также добавление в плоды томатов антиоксидантов. Более ранние коммерческие генно-инженерные растения — томат и папайя, были разработаны с использованием антисмысловых РНК, по-видимому, работающих по механизму РНК-интерференции. С помощью РНК-интерференции учёными Узбекистана была подавлена функция гена фитохрома А хлопчатника. В результате были получены линии хлопчатника у которых одновременно улучшены несколько важных признаков: длина и качество волокна,урожайность, время созревания, устойчивость к водному дефициту и солевому стрессу. На основе полученных линий хлопчатника были созданы новые высококачественные сорта хлопчатника серии Порлок, которые в настоящее время высеваются на полях Узбекистана. Волокно данных сортов реализуются по цене выше чем у обычного хлопчатника, так как по качественным характеристикам они превосходят волокна обычного хлопчатника.